# Anchon yunnanensis
Anchon yunnanensis är en insektsart som beskrevs av Chou 1980. Anchon yunnanensis ingår i släktet Anchon och familjen hornstritar. Inga underarter finns listade i Catalogue of Life.